# British Motor Syndicate
British Motor Syndicate war ein britisches Unternehmen der Automobilindustrie.

## Unternehmensgeschichte
Das Unternehmen entstand 1895 aus einer Reorganisation des Daimler Motor Syndicate. Die Geschäftsleute Ernest Terah Hooley, Martin D. Rucker und Henry John Lawson erwarben 1895 das Daimler Motor Syndicate für 35.000 Pfund Sterling und reorganisierten es als British Motor Syndicate. Als Gründungsmonat gilt der November 1895. Der Sitz war in London. Eine andere Quelle nennt exakt den 21. November 1895.
Zweck des Unternehmens war es, in den Bereichen Fahrrad und Kraftfahrzeug so viele Patente wie möglich zu erwerben. Mit der Vergabe von Lizenzen wollten die Gesellschafter Einnahmen erzielen und die junge Motorindustrie kontrollieren. Die eigentliche Macht lag bei Lawson, der wichtige Patente für sich erworben hatte.
1896 wurden als Direktoren Herbert Hall Mulliner, Thomas Robinson, Lord Norrys und Thomas Humber angeführt, allerdings war Humber gegen die Direktorenrolle von Thomas Humber.
Erster Sekretär war Charles McRobie Turrell aus Coventry.
Als Lizenznehmer werden für 1896 folgende Unternehmen genannt: Daimler Motor Company, Great Horseless Carriage Company (MMC), New Beeston Cycle Company (Beeston) und London Electric Cab Company.
1896 wurden auf einer Automobilausstellung in London mehrere Fahrzeuge präsentiert, unter anderem ein Dampfwagen mit drei Rädern, ein Serpollet (möglicherweise das Serpollet-Dampfdreirad), ein De-Dion-Bouton-Motordreirad und ein Fahrzeug mit Motor von Kane-Pennington. Nach der Ausstellung kaufte das Syndicat die Patentrechte an der Voiturette von Automobiles Léon Bollée, die dort ebenfalls ausgestellt war.
Zwischen 1896 und 1898 stellte das Syndicat unter Leitung von Charles McRobie Turrell Motorräder der Marke Accles her. Konstrukteure waren die Brüder George James und William Sloane Accles aus Australien. Außerdem ist für 1896 ein Accles-Motordreirad nach Art des De-Dion-Bouton-Motordreirads überliefert. Diese Namen tauchen später bei Accles-Turrell Autocars auf.
Im Juni und November 1897 gab es Gerichtsverhandlungen.
Im Dezember 1897 kam es zu einer Reorganisation. Das neue Unternehmen hieß British Motor Company.